# Beyond Budgeting
Beyond Budgeting (deutsch sinngemäß „Budgetierungüberwindung“) ist eine 1998 in England initiierte Forschungsinitiative und ein Managementmodell für Organisationen jeder Art „jenseits von Weisung und Kontrolle“. Es wird als eine Alternative zum tayloristischen, bürokratisch-hierarchischen Organisationsmodell verstanden und definiert sich durch zwölf Leitprinzipien. Entwickelt wurde das Modell aus fallstudien- und theoriebasierter Forschung zwischen 1998 und ca. 2002. Bis heute wird der Beyond Budgeting Round Table (BBRT) getragen durch eine Mitgliedergemeinschaft von Unternehmen aus vier Kontinenten.

## Vergleich mit bekannten Vorgehensmodellen
Beyond Budgeting ist eine Alternative zu den klassischen Ausprägungen des Managements als Steuerungssystematik für funktional und hierarchisch geteilte „Pyramidenorganisation“. Die 12 Prinzipien des Beyond Budgeting skizzieren, wie Organisationen statt der funktionalen Pyramidenstruktur zu einer „radikal dezentralisierten“, funktional integrierten Netzwerkstruktur gelangen können. Für solche Strukturen fanden die Initiatoren der Beyond-Budgeting-Bewegung bereits verschiedene erfolgreiche Fallbeispiel-Organisationen in der Praxis. Theoriewissenschaftlich bedient sich Beyond Budgeting dabei u. a. bei der Systemtheorie, der Kybernetik, der Chaos-Theorie und Konzepten wie der lernenden Organisation.

## Geschichte
Beyond Budgeting entwickelte sich aus dem Versuch im Finanzmanagement, eigenen stringenten und gern hoch gehandelten Ansätzen formalisierter Budgetplanung zu entkommen. Diese bekannten Vorgaben werden von Adepten des Beyond Budgeting als Führungsmodell der Steuerung und Kontrolle bezeichnet. Das entspricht einem primär durch intern definierte Kennzahlen und pekuniär fokussierten Konzept der Unternehmensführung. Nun soll durch Beyond Budgeting die marktorientierte unternehmerische Zielplanung wieder in den Vordergrund rücken.
Als eine der ersten identifizierten Beyond Budgeting Organisationen kann die schwedische Handelsbanken bezeichnet werden, die bereits in den 70er Jahren einen radikalen Veränderungsprozess durchlief. Handelsbanken war eine von rund 25 Organisationen, die in der Entwicklungsphase des Beyond-Budgeting-Modells von den Direktoren des BBRT besucht und in Form von Fallstudien beschrieben wurde. Andere auf diese Weise in Form von fallstudienbasierter Forschung beschriebenen Unternehmen waren AES (USA), Schneider Electric, Ikea, Borealis, sowie Guardian Industries. Aus der fallstudienbasierten Forschung wurde nach und nach ein prinzipiengeleitetes Modell abgeleitet, das die gemeinsamen Eigenschaften der verschiedenen Unternehmen subsumiert. Die Veröffentlichungen des BBRT zwischen 1997 und 2002 dokumentieren diese Forschungs- und Entwicklungsarbeit. Das definitive „Set“ von 12 Prinzipien kristallisierte sich 2001 und 2002 heraus. Weitere Fallbeispiele kamen in der zweiten Forschungsphase hinzu, darunter auch das deutsche Unternehmen dm-drogerie markt, das sich Anfang der 90er Jahre von der klassischen Führung über Budgetierung, Jahrespläne und fixierten Leistungsverträgen und die Kontrolle von deren Einhaltung verabschiedete.
Weitere Pionierunternehmen, die in verschiedenen Beyond-Budgeting-Publikationen genannt und erforscht wurden, sind Aldi, Southwest Airlines, Toyota, W.L.Gore, Google, Egon Zehnder International, Trisa, und andere.

## Begriff und Prinzipien
Der Begriff Beyond Budgeting bezeichnet ein „Paradigma“. Zugleich ist Beyond Budgeting eine „Bewegung“, getragen durch eine Mitgliederorganisation namens Beyond Budgeting Round Table (BBRT).  Ein entscheidendes Merkmal von Beyond Budgeting als „Paradigma“ ist, dass es Prinzipien definiert, die traditionellem, von tayloristischen Prinzipien getragenem Management entgegenlaufen. Im Gegensatz zu anderen Management-Konzepten ist Beyond Budgeting weder ein Werkzeug noch eine Standardlösung. Es beschreibt vielmehr ein Modell im systemischen Sinn und zugleich eine „Denkweise“.
Der Beyond Budgeting Round Table wurde 1998 von Robin Fraser, Jeremy Hope und Peter Bunce als Arbeitsgruppe innerhalb des Industrieverbands CAM-I (Consortium of Advanced Management, International) gegründet. Im Jahr 2001 wurde BBRT zu einer eigenständigen Non-Profit-Organisation unabhängig von CAM-I.

### Vorgehensweise
Die Vorgehensweise fußt auf einem Set von untereinander interdependenten Prinzipien. Diese Prinzipien stehen im Gegensatz zu den impliziten und expliziten, auf Frederick W. Taylor und andere zurückgehenden, von Beyond Budgeting-Vertretern als „traditionell“ bezeichneten Management-Modell, das oftmals auch als „command-and-control“-Modell (Weisung und Kontrolle) bezeichnet werden.
Für den Erfolg einer Organisation in dynamischen, nicht-linearen Umwelten sind nach Beyond Budgeting zwölf Prinzipien bedeutsam, die seit 1998 auf Basis fallstudienbasierter Forschungsarbeit identifiziert und ab 2001 vom BBRT in jeweils sechs Performance-Management- und sechs Führungsprinzipien untergliedert wurden:

### Führungsprinzipien
- Werte – mit einigen wenigen, klaren Werten, Zielen und Grenzen lenken, nicht mit detaillierten Regelwerken
- Verantwortung – allen Mitarbeitern ermöglichen, selbstverantwortlich zu denken und unternehmerisch zu handeln; nicht die Befolgung von Plänen anregen
- Selbständigkeit – Teams die Freiheit und den Raum zum Handeln geben, ohne Mikro-Management von oben
- Organisation – ein schlankes Netzwerk aus ergebnisverantwortlichen Teams schaffen, keine zentralistische, funktional geteilte Pyramide
- Kunden – alle Mitarbeiter auf ihre Kunden ausrichten; nicht auf Hierarchie und Machtbeziehungen
- Transparenz – Information zum Zweck der Selbststeuerung offen zugänglich bereitstellen, nicht den Zugang hierarchisch begrenzen oder Informationsmacht zulassen

### Performance-Management-Prinzipien
- Ziele – relative Ziele für kontinuierliche Verbesserung setzen, keine fixierten Leistungsverträge verhandeln
- Belohnung – gemeinsamen Erfolg basierend auf erbrachter Teamleistung belohnen; nicht einzelne Mitarbeiter durch Zielerreichung motivieren oder anreizen
- Planung – als kontinuierlichen und integrierten Prozess praktizieren, nicht als jährliches Top-down-Event
- Ressourcen – dann bereitstellen, wenn sie benötigt werden, nicht durch jährliche Zuteilung und Allokation
- Koordination – Zusammenarbeit marktlich-dynamisch koordinieren, nicht über Planungszyklen
- Kontrolle – basierend auf relativen Indikatoren, Trends und Soll-Ist-Vergleichen, nicht mittels Planabweichung

### Fallbeispiele, Pioniere, Vereinigungen innerhalb des Beyond-Budgeting
Als Pioniere werden Unternehmen gezählt, die den Übergang hin zu einer prinzipiengeleiteten, flexiblen, dezentralisierten und wirtschaftlich erfolgreichen, den 12 Prinzipien des Beyond-Budgeting-Modells folgende Organisation vollzogen haben. Typischerweise hat diese Transformation zu „Beyond Budgeting“ bereits vor der Entwicklung des Beyond-Budgeting-Modells stattgefunden. Jedes der Pionierunternehmen entwickelte sein eigenes Unternehmensmodell.
Zu den Pionieren des Beyond-Budgeting-Modells zählen Unternehmen wie Aldi, dm-drogerie markt, Svenska Handelsbanken, W.L.Gore, Semco, AES, Guardian Industries, Dell, Toyota, Southwest Airlines, Ahlsell, Ikea, Egon Zehnder International, Google, Flight Center, Herman Miller, Statoil, Whole Foods, Trisa, WM-Group, Schindlerhof und Resource Informatik.

## Beyond Budgeting Round Table
Als Interessengruppe hat sich das Beyond Budgeting Round Table (BBRT) gegründet. Die Arbeit des BBRT soll aufzeigen, wie Unternehmen mit Beyond Budgeting erfolgreicher vorgehen als mit klassischen Methoden. Dort wurden die 12 Führungsprinzipien beschrieben.
Diese Prinzipien wurden vom Beyond Budgeting Round Table (BBRT) seit Januar 1998 entwickelt und bisher weiter betreut.
Der BBRT zählte zwischen nach 1998 um 2007 über 150 Mitglieder (die Not-for-Profit-Organisation finanziert sich vorrangig durch Mitgliedsbeiträge), darunter namhafte Konzerne und auch öffentliche Organisationen, wie Unilever, Statoil, die Weltbank, Wachovia, T-Online, UBS, Japanese Tabacco und andere. Die meisten Mitgliedsunternehmen stammen aus Nordamerika und Europa.